# L'Enterré vivant
Série Corman-Poe
La Chambre des tortures
(1961) L'Empire de la terreur
(1962)
Pour plus de détails, voir Fiche technique et Distribution.
L'Enterré vivant (The Premature Burial) est un film fantastique américain de Roger Corman, sorti en 1962.

## Synopsis
Au XIXe siècle, Emily Gault se rend au domaine des Carrell pour renouer une histoire d'amour avec Guy Carrell mais ce dernier, chercheur médical à Londres, est obsédé à l'idée d'être enterré vivant.

## Fiche technique
- Titre original : The Premature Burial
- Titre français : L'Enterré vivant
- Réalisation : Roger Corman, assisté de Francis Ford Coppola
- Scénario : Charles Beaumont, Ray Russell (en) d'après L'Inhumation prématurée d'Edgar Allan Poe
- Direction artistique : Daniel Haller
- Costumes : Marjorie Corso
- Maquillage : Lou LaCava
- Photographie : Floyd Crosby
- Montage : Ronald Sinclair
- Son : Roy Meadows, John Bury Jr.
- Musique : Ronald Stein, Les Baxter
- Producteur : Roger Corman, Samuel Z. Arkoff ;  Gene Corman (en) (exécutif)
- Pays de production :  États-Unis
- Format : Couleurs - 35 mm (Panavision) - 2,35:1 - Son mono
- Genre : Fantastique
- Durée : 81 minutes (1 h 21)
- Dates de sortie :
  - États-Unis : 7 mars 1962
  - France : 2 octobre 1968
- Affiche : Macario Gómez Quibus (Espagne)

## Distribution
- Ray Milland : Guy Carrell
- Hazel Court : Emily Gault
- Richard Ney : Miles Archer
- Heather Angel : Kate Carrell
- Alan Napier : Dr. Gideon Gault
- John Dierkes : Sweeney
- Dick Miller : Mole
- Clive Halliday : Judson
- Brendan Dillon : un prêtre

## Autour du film
L'Enterré vivant est la troisième des huit adaptations d'histoires d'Edgar Allan Poe réalisées par Roger Corman entre 1961 et 1965. Les autres furent :
1. La Chute de la maison Usher
2. La Chambre des tortures
3. L'Enterré vivant
4. L'Empire de la terreur
5. Le Corbeau
6. La Malédiction d'Arkham
7. Le Masque de la mort rouge
8. La Tombe de Ligeia

C'est la seule des huit adaptations à ne pas avoir Vincent Price comme acteur principal.